# 1963년 지중해 게임
1963년 지중해 게임(이탈리아어: Giochi del Mediterraneo 1963)은 제4회 지중해 게임으로 1963년 9월 21일부터 29일까지 이탈리아 나폴리에서 열렸다. 13개국 1057명의 선수가 참가했으며 16개 종목이 진행되었다. 
개최국 이탈리아가 가장 많은 금메달과 메달을 획득하면서 종합 메달 순위 1위에 올랐다.

## 종목
- 농구
- 다이빙
- 레슬링
- 배구
- 복싱
- 사격
- 사이클
- 수구
- 수영
- 요트
- 육상
- 조정
- 체조
- 축구
- 테니스
- 펜싱
- 하키

## 참가국
제4회 지중해 게임에는 총 13개 국가가 참가했다.
- 그리스 (72)
- 레바논 (54)
- 모나코 (3)
- 모로코 (108)
- 몰타 (36)
- 스페인 (108)
- 시리아 (108)
- 아랍 연합 공화국 (144)
- 유고슬라비아 (126)
- 이탈리아 (117)  (개최국)
- 튀니지 (46)
- 튀르키예 (99)
- [[파일:{{{국기그림-1830}}}|22x20px|border |alt=프랑스의 기]] 프랑스 (72)

## 메달 집계
| 순위 | 국가                                                                   | 금메달 | 은메달 | 동메달 | 합계 |
| ---- | ---------------------------------------------------------------------- | ------ | ------ | ------ | ---- |
| 1    | 이탈리아                                                               | 32     | 21     | 16     | 69   |
| 2    | 튀르키예                                                               | 10     | 3      | 4      | 17   |
| 3    | [[파일:{{{국기그림-1830}}}\|22x20px\|border \|alt=프랑스의 기]] 프랑스 | 8      | 14     | 8      | 30   |
| 4    | 아랍 연합 공화국                                                       | 5      | 13     | 9      | 27   |
| 5    | 유고슬라비아                                                           | 6      | 8      | 8      | 22   |
| 6    | 스페인                                                                 | 4      | 4      | 12     | 20   |
| 7    | 시리아                                                                 | 0      | 1      | 3      | 4    |
| 8    | 튀니지                                                                 | 0      | 1      | 1      | 2    |
| 9    | 모로코                                                                 | 0      | 0      | 7      | 7    |
| 10   | 그리스                                                                 | 0      | 0      | 5      | 5    |
| 11   | 레바논                                                                 | 0      | 0      | 1      | 1    |
| 11   | 모나코                                                                 | 0      | 0      | 1      | 1    |
| 합계 | 합계                                                                   | 65     | 65     | 75     | 205  |